# In Freiheit dressiert
In Freiheit dressiert ist ein französischer Film aus dem Jahr 1961 von Roger Vadim mit Brigitte Bardot und Michel Subor.

## Handlung
Als renommiertes Covergirl träumt Sophie von einer anderen Existenz als der, die sie mit Philippe, einem Fotografen, führt. Als sie entdeckt, dass er sich für die reiche Amerikanerin Barbara interessiert, wird sie wütend aus Eifersucht, bis sie über das Verbrechen der Leidenschaft nachdenkt, und rächt sich an den Untreuen, indem sie mit Jungen anbändelt, die gern einen Dreier mit ihr haben: Claude und Alain. Eines Morgens stiehlt sie Philippes Gewehr und will ihn und Barbara erschießen. Alain fällt es schwer, sie zu beruhigen, aber er bietet an, ihren Liebhaber zu spielen, um Philippe eifersüchtig zu machen. Die Knappheit ihrer gesammelten Ressourcen ermöglicht es Sophie und Alain nur, ein Bett in einer Abstellkammer eines Hotels zu bekommen. Dort denkt Sophie nur daran, Philippes Idylle zu zerstören. Aber weil Alain mit ihr zusammenlebt und auf einer Matratze auf dem Boden schläft, verliebt er sich in sie. Alain beschließt, die Dinge zu beschleunigen, und fordert, indem er sie mit dem Gewehr bedroht, ihre Haltung zu Philippe zu ändern. Am nächsten Morgen wird eine Lawine Sophie davon überzeugen, dass Alain der Mann ihres Lebens ist und Philippe, dass Barbara ihn sehr gut über Sophie hinwegtrösten kann.

## Hintergrund
In Freiheit dressiert ist einer der Roger-Vadim-Filme, mit denen er seine Exfrau Brigitte Bardot in erotischen Posen zeigt. Es kam während der Dreharbeiten zum Regiewechsel zwischen Jean Aurel und Roger Vadim. Die Kritiken fielen negativ aus.

## Kritik
„Der Film bereitet dem Kinogast so lange Vergnügen, wie von der Hauptdarstellerin Brigitte Bardot, derentwegen er gedreht wurde, nur das Gesicht hinter der Windschutzscheibe zu sehen ist. In diesen ersten paar Minuten führt Regisseur und BB-Exgatte Roger Vadim in den Straßen von Paris ein hochbeschleunigtes, turbulentes Verkehrsballett auf, das an gloriosen Jux der Stummfilmzeit erinnert. Dann jedoch - der selbstgestellten Aufgabe gegenüber, die Leibesmimik seiner Exgattin unterhaltsam vor Augen zu führen - versagt sich ihm jeder Einfall, es sei denn, man nimmt die ungewohnte Attitüde einer Liebesdienstverweigerin dafür, die BB bis gegen Schluß durchhalten muß. Modische Go-Kart- und Bob-Rennen erlauben ihr allenfalls neue Positionen, aber keine neuen Enthüllungen. Je länger der Film dauert, desto ungenierter tritt zutage, daß Regisseur Vadim im Antiquariat abgebrauchtester Sensationskomik eingekauft hat."“

„Eifersuchtskomödie um ein Fotomodell, das den Geliebten wechselt. Arm an Einfällen und erheiternder Komik und ganz der Fortsetzung des Filmgeschäfts mit Brigitte Bardot verpflichtet“